# Chiho Ōsawa
Chiho Ōsawa (大澤 ちほ?, Ōsawa Chiho; Tomakomai, 10 febbraio 1992) è un'ex hockeista su ghiaccio giapponese.

## Carriera

### Club
La Ōsawa è figlia d'arte: il padre Hirotoshi Ōsawa ha giocato tra gli anni '80 e '90 del ventesimo secolo, disputando anche tre mondiali con la maglia del Giappone.
È cresciuta hockeisticamente nelle giovanili del Toyota Cygnus, squadra della sua città natale, Tomakomai, ed ha esordito in prima squadra giovanissima, nella stagione 2004-2005 del massimo campionato nipponico.
A partire dalla stagione 2008-2009 si è trasferita al DK Peregrine, sempre nella massima serie giapponese, con cui ha giocato fino al termine della stagione 2017-2018, con l'eccezione di una stagione (2015-2016) giocata nella lega statunitense T1EHL femminile coi Victory Honda.
Nel 2018 si è trasferita in Europa, nelle file del Luleå HF, nel Campionato svedese. Durante la sua prima stagione ha messo a segno 18 punti in 36 incontri disputati, ed altri 6 in 8 presenze ai play-off, aiutando la squadra a vincere il titolo.
Nell'estate successiva un infortunio al ginocchio rimediato in un raduno con la nazionale le fece saltare buona parte della stagione 2019-2020.
Pochi giorni dopo la fine della sua terza stagione a Lulea, terminata con la vittoria del secondo titolo svedese personale, la Osawa ha annunciato che avrebbe lasciato il club.

### Nazionale

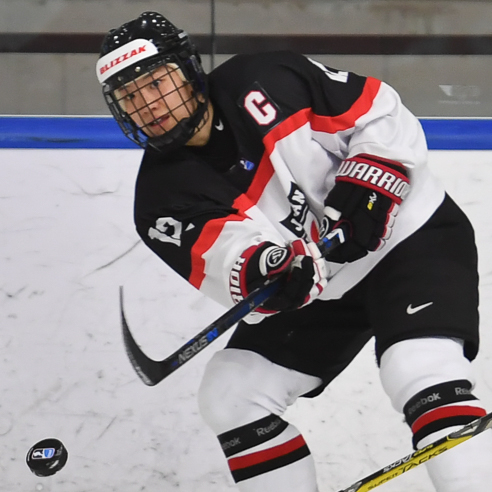
La Osawa, capitano del Giappone, in azione

Ha giocato due edizioni del mondiale di categoria con il Giappone under 18, nel 2009 (prima divisione, chiuso con la promozione) e nel 2010 (élite), ed in quest'ultima occasione da capitano della squadra.

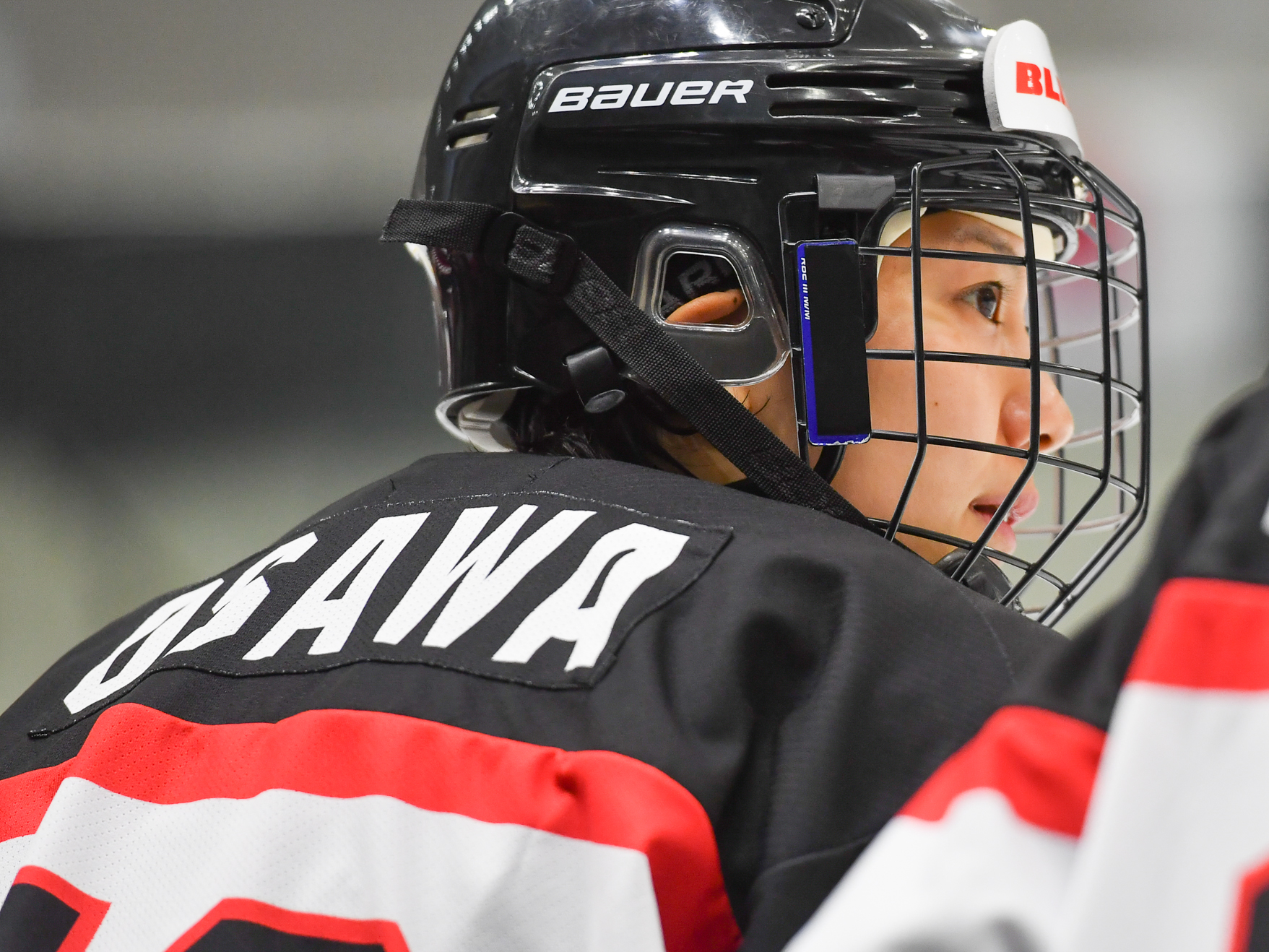

Ha esordito con la nazionale maggiore del Giappone in una competizione ufficiale in occasione delle qualificazioni olimpiche per Vancouver 2010 giocate nell'ottobre 2008.
Ha giocato otto edizioni del Campionato mondiale di hockey su ghiaccio femminile (2009, 2015, 2016, 2019 e 2021 di livello élite; 2012, 2013 e 2017 di prima divisione), oltre a due edizioni dei Giochi olimpici invernali: Soči 2014 e Pyeongchang 2018. In entrambe le partecipazioni olimpiche, chiuse rispettivamente al settimo e sesto posto, è stata capitano della squadra nipponica.
Ha preso anche parte a due edizioni dei giochi asiatici invernali, nel 2011 e nel 2018, andando entrambe le volte a medaglia (rispettivamente d'argento e d'oro).

## Palmarès

### Club
- Svenska damhockeyligan: 2

Luleå: 2018-2019, 2020-2021

### Nazionale
- Campionato mondiale femminile - I Divisione

: 2013, 2017
- Giochi asiatici invernali

: 2017
: 2011

#### Giovanili
- Campionato mondiale femminile Under-18 - I Divisione

: 2009

### Individuale
- Miglior giocatrice del campionato mondiale Under-18 - I Divisione: 1

2009